# Hrabstwo Wright (Missouri)
Hrabstwo Wright (ang. Wright County) – hrabstwo w stanie Missouri w Stanach Zjednoczonych. Obszar całkowity hrabstwa obejmuje powierzchnię 683,18 mil2 (1 769 km²). Według danych z 2010 r. hrabstwo miało 18 815 mieszkańców. Hrabstwo powstało 29 stycznia 1841 roku i nosi imię Silasa Wrighta - kongresmena, senatora i gubernatora stanu Nowy Jork.

## Religia
- Południowa Konwencja Baptystów: 49,9%
- Narodowe Stowarzyszenie Wolnych Baptystów: 19,8%
- Generalna Rada Zborów Bożych w USA: 7,6%
- Zjednoczony Kościół Metodystyczny: 5%

## Sąsiednie hrabstwa
- Hrabstwo Laclede (północ)
- Hrabstwo Texas (wschód)
- Hrabstwo Douglas (południe)
- Webster Webster (zachód)

## Miasta
- Hartville
- Mansfield
- Mountain Grove
- Norwood